# Ronny
Ronny Heberson Furtado de Araujó (röviden Ronnynak nevezik) (1986. május 11. –) brazil labdarúgó, a Hertha BSC játékosa. Posztját tekintve balhátvéd, illetve balszélső.

## Karrier
Ronny profi karrierjét 2004-ben kezdte a Corinthiansnál, ahol három évig játszott. Amikor 2006-ban 
szerződése lejárt, több nagy európai csapat is szerette volna leigazolni, többek között a Manchester City FC, a PSV Eindhoven és a Paris Saint-Germain FC, ám végül a Sporting CP-nél kötött ki. Leigazolását követően állandó problémát jelentett neki, hogy bekerüljön a kezdőcsapatba. Első szezonjában csak 12 mérkőzésen játszott, amelyeken csak 1 gólt szerzett. Az egyetlen gólját a Naval ellen lőtte a 88. percben. Szabadrúgása, a portugál televízió által mért adatok szerint, 210,9 km/h-val ment a kapuba. A lövés minden idők legerősebb lövésének tartják. A következő években is kevés szerepet kapott a csapatban. A 2008/2009-es szezonban kölcsönadták az Uniao Leirának. 2010 májusában aláírt a Hertha BSC-hez, ahol testvérével, Raffaellal együtt játszik.